# دينيس بينيا
دينيس بينيا (بالإسبانية: Denisse Peña)‏ هي ممثلة إسبانية، ولدت في 19 نوفمبر 1999 في مدريد في إسبانيا.

## وصلات خارجية
- دينيس بينيا على موقع IMDb (الإنجليزية)
- دينيس بينيا على موقع قاعدة بيانات الفيلم (الإنجليزية)